# Doma TV
Doma TV je chorvatská televizní stanice se sídlem v Záhřebu v městské části Remetinec. Televize začala vysílat 21. ledna 2011. Do roku 2018 patřila do skupiny CME, tzn. že byla sesterskou stanicí Nova TV TV Nova. Od 1. srpna 2018 je vlastníkem společnost United Group. Většinu vysílacího času televize vyplňují filmy, seriály, reality show a zpravodajství. Kanál vysílá 24 hodin denně (168 hodin týdně).
Sesterskými kanály jsou Nova, Mini TV, Nova World, NOVA PLUS FAMILY a NOVA PLUS CINEMA. Nova TV v Chorvatsku provozuje i internetový kanál Oyo.

## Program

### Seriály
- Navy CIS (Námořní vyšetřovací služba)
- Prijatelji (Přátelé)
- Osumnjičeni (Lovci zločinců)
- Mamica (Máma)
- Dijagnoza zločina (Prozíravost)
- Mike i Molly (Mike a Molly)
- Revolucija (Revoluce)
- Najškrtije škrtice
- Kraljevi leda (Trucky na ledě)
- Kontejnerski ratovi
- Smrtonosni ulov (Nejsmrtelnější úlovek)
- Restauratori
- Čovjek protiv divljine (Nutné k přežití)
- Mentalist (Mentalista)
- Cyper detektivi (Já a robot)
- Ostati živ
- Živa meta (Lidský terč)
- Vrhunska tečaj Gordona Ramsayja

### Magazíny
- Bez kočnica - publicistika
- Informer - publicistika
- Zdravlje na kvadrat - publicistika

#### Vlastní produkce
- Kod Ane
- Bijele udovice
- Trenutak istine

### Dětský blok
- Mornar Popaj (Pepek námoník)
- Zekoslav Mrkva (Králík Bugs)
- Štrumpfovi (Šmoulové)
- Maša i Medvjed (Máša a medvěd)